# 森琴石

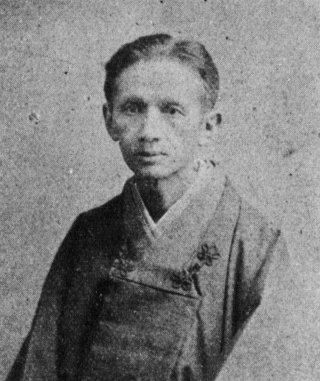
森琴石

森 琴石（もり きんせき、1843年3月19日（天保14年2月19日） - 1921年（大正10年）2月24日）は、日本の明治から大正にかけて大阪で活躍した南画家、銅版画家。晩年には文展審査員に任命され、大阪南画の総帥と目される一方、若年期は南画を描くかたわら響泉堂の名で、優れた銅版画を数多く制作した。

## 略伝
摂津国の有馬温泉（現在の兵庫県神戸市北区）で、梶木源次郎の三男として生まれる。名は熊、後年繁と改める。初号を蘆橋、次に金石、更に琴石と改めた。字は吉夢。別号に栞石、鉄橋、雲根館等も号し、斎号を聴香読画廬。父・源次郎は、現在も同地で高級旅館として知られる「中の坊」を経営し、有馬温泉の炭酸水発見者でもある。1846年（弘化3年）大坂で旅館「出石屋」を経営する森猪平（のち善蔵）の養子となり、1850年（嘉永3年）鼎金城に南画を学んだ。金城が1862年（文久2年）に亡くなると、忍頂寺静村（梅谷）の門に転じ、一方漢籍を妻鹿友樵（めが ゆうしょう）、高木退蔵に学んだ。
1873年（明治6年）東京に遊学して、高橋由一から油絵の手ほどきを受けたという。ただし、由一の門人帳には琴石に当たる名が見えず、実際の所は不明である。ただ、由一と親交があり銅版画家で知られる松田緑山（二代目玄々堂）とは、何らかの接触があったと推測される。明治10年頃から胡鉄梅や王冶梅ら来舶清人画家と交流する。明治10年代には全国各地の景勝地を巡り、写生画稿が幾つか残っている。1882年（明治15年）の第一回内国絵画共進会で褒状。1884年（明治17年）浪華画学校の支那画教員となり、後に同僚になった矢野五洲と協働して、1889年（明治22年）浪華学画会を結成、翌年大阪府立博物場で大阪絵画共進会を開催する。翌年9月に宮内庁の御洋画家となったとされる。
このように南画家として活発に活動する一方で、明治8年頃から21、22年にかけて多くの銅版画を手掛けている。現在確認されているだけで60点から70点以上、特に地図は25点以上と多い。琴石が銅版画をどこで身につけたかはよく分かっていない。若林春水堂に学んだとされるが、作風の類似から松田緑山からも影響を受けたとも言われる。明治の銅版画家には、青野桑洲、結城正明、柳田龍雪、中村月嶺らのように、狩野派の絵師から転じたものが少なくないが、琴石のように南画家出身者は異例である。
その後も、内国勧業博覧会や日本美術協会展などで受賞を重ね、大家として認められるようになる。大正2年（1913年）大阪の画家では初めて文展審査員に選ばれた。なお琴石を扱った文献では、同年に帝室技芸員を拝命したとされる。しかし、当時の『官報』に記載はなく、帝室技芸員を扱った学術論文などにも琴石の名は無い。これに先立つ明治43年（1910年）にも帝室技芸員の審査があり、琴石は鈴木松年、野村文挙、村瀬玉田、山本梅荘、菊池芳文、竹内栖鳳、山元春挙らと共に総長から候補には挙げられたものの、最終的に選から漏れたようだ。晩年は病気がちで、大正10年（1921年）78歳で没した。墓は当初安治川の墓地（場所不明）に葬られたが、後に四天王寺に移された。

## 代表作
| 作品名             | 技法         | 形状・員数 | 寸法（縦x横cm）                             | 所有者           | 年代                 | 出品展覧会                 | 落款・印章       | 備考                                             |
| ------------------ | ------------ | ---------- | ------------------------------------------- | ---------------- | -------------------- | -------------------------- | ---------------- | ------------------------------------------------ |
| 月瀬山水図         | 紙本墨画淡彩 | 1幅        |                                             | 個人             | 1882年（明治15年）   | 第1回内国絵画共進会褒状    |                  |                                                  |
| 松竹梅図絵馬       | 桐板に著色   | 1面        |                                             | 美保神社         | 1884年（明治17年）   |                            |                  |                                                  |
| 函嶺廬湖図         | 絹本著色     | 1幅        | 128.9x50.5                                  | 三の丸尚蔵館     | 1891年（明治24年）   | 日本美術協会展             |                  | 宮内庁買上                                       |
| 山水図             | 絹本着色     | 1幅        | 171.2x87.5                                  | 泉屋博古館       | 1897年（明治30年）   |                            | 款記「琴石森熊」 |                                                  |
| 蓬莱瑞靄図         | 絹本著色     | 1幅        |                                             | 德川記念財団     | 1898年（明治31年）   | 秋季日本美術協会展二等銀賞 |                  | 宮内庁買上を経て徳川家が拝領                     |
| 澗閣松雲図         | 絹本著色     | 1幅        |                                             | 原敬記念館       | 1900年（明治33年）   | 秋季日本美術協会展二等銀賞 |                  | 宮内庁買上。後に明治天皇御遺物として原敬が拝領。 |
| 春景山水・秋景山水 | 紙本墨画     | 双幅       | 春景山水：155.0x195.5 秋景山水：188.0x196.5 | 大阪中之島美術館 | 1903年（明治36年）頃 |                            |                  |                                                  |
| 廬山瀑布図         | 絹本墨画     | 1幅        |                                             | 渡辺美術館       | 1906年（明治39年）   |                            |                  |                                                  |